# 埃及雁

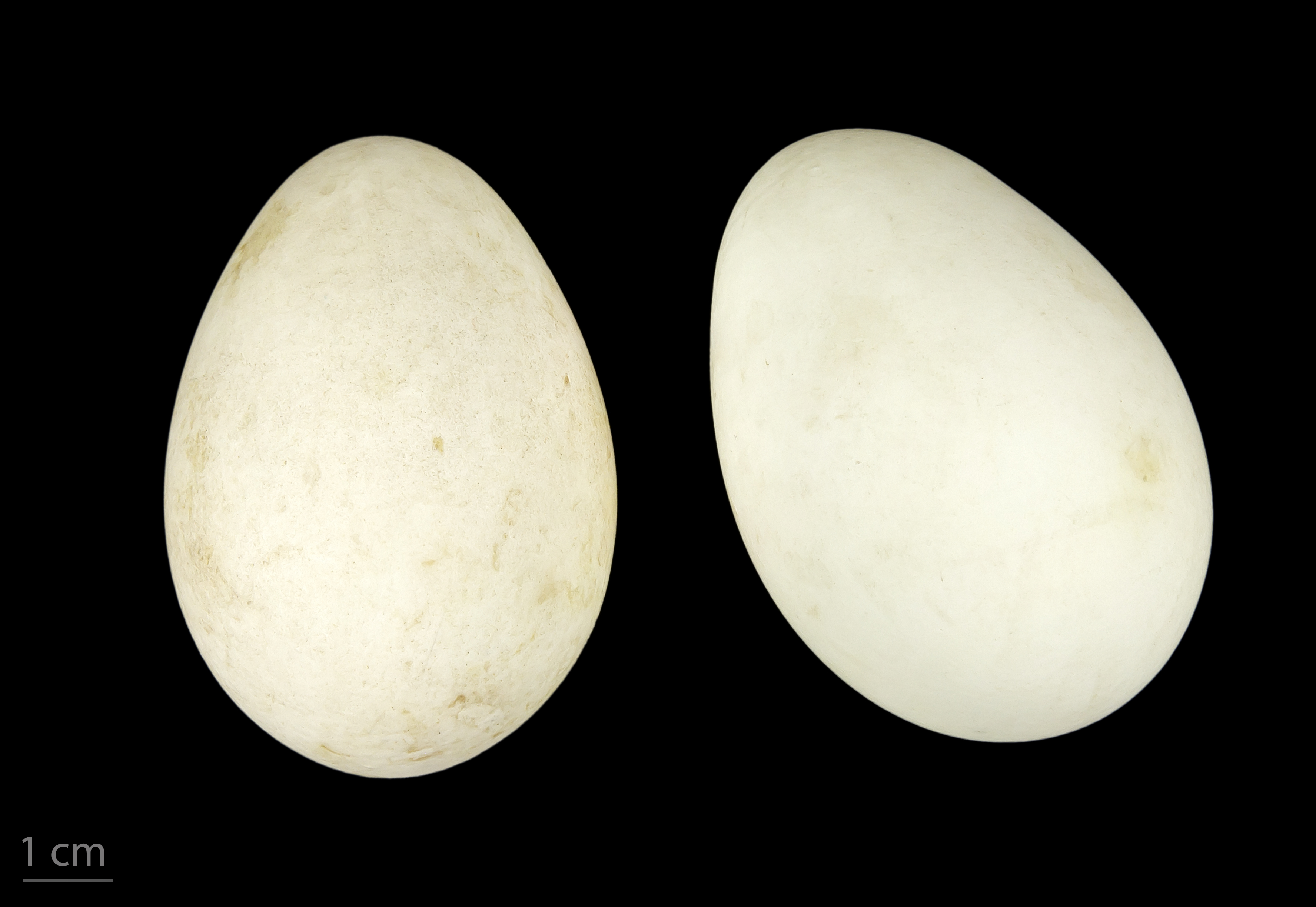
卵

埃及雁（学名：Alopochen aegyptiaca）为雁形目雁鸭科埃及雁属的唯一现生种，俗名秃雁。该物种的模式产地在埃及，廣泛分佈于埃及以及撒哈拉沙漠以南地區。

## 特征
埃及雁体重约1873克，翼长约356毫米，嘴峰长约51.6毫米，喙宽度约20.8毫米，喙厚度约16.7毫米，跗蹠长约75.8毫米，尾长约128.8毫米。埃及雁是部分迁徙的鸟类，其栖息在开放的湖泊、沼泽等湿地环境中，食性为草食性。